# Перквіманс (округ, Північна Кароліна)
Шаблон:StateAbbr_ 36°11′ пн. ш. 76°25′ зх. д. / 36.18° пн. ш. 76.41° зх. д.
Округ  Перквіманс (англ. Perquimans County) — округ (графство) у штаті  Північна Кароліна, США. Ідентифікатор округу 37143.

## Демографія
За даними перепису 
2000 року 
загальне населення округу становило 11368 осіб, усе сільське.
Серед мешканців округу чоловіків було 5426, а жінок — 5942. В окрузі було 4645 домогосподарств, 3378 родин, які мешкали в 6043 будинках.
Середній розмір родини становив 2,86.
Віковий розподіл населення поданий у таблиці:
| Стать    | До 15 років | 15-21 | 22-29 | 30-39 | 40-49 | 50-65 | 65-85 | Понад 85 |
| -------- | ----------- | ----- | ----- | ----- | ----- | ----- | ----- | -------- |
| Чоловіки | 1067        | 523   | 367   | 685   | 768   | 1065  | 891   | 60       |
| Жінки    | 1036        | 458   | 425   | 739   | 847   | 1196  | 1065  | 176      |

## Суміжні округи
- Пасквотенк — схід
- Чован — південний захід
- Ґейтс — північний захід

## Виноски
1. ↑  U.S. Decennial Census. United States Census Bureau. Архів оригіналу за 2 серпня 2018. Процитовано 18 січня 2015.
2. ↑  Historical Census Browser. University of Virginia Library. Архів оригіналу за 11 серпня 2012. Процитовано 18 січня 2015.
3. ↑  Forstall, Richard L., ред. (27 березня 1995). Population of Counties by Decennial Census: 1900 to 1990. United States Census Bureau. Архів оригіналу за 3 березня 2015. Процитовано 18 січня 2015.
4. ↑  Census 2000 PHC-T-4. Ranking Tables for Counties: 1990 and 2000 (PDF). United States Census Bureau. 2 квітня 2001. Архів оригіналу (PDF) за 18 грудня 2014. Процитовано 18 січня 2015.
5. ↑  State & County QuickFacts. United States Census Bureau. Архів оригіналу за 7 червня 2011. Процитовано 29 жовтня 2013.(англ.) Наведено за англійською вікіпедією.
6. ↑  American FactFinder. Бюро перепису населення США. Архів оригіналу за 26 лютого 2012. Процитовано 31 січня 2008.

| США | Це незавершена стаття з географії США. Ви можете допомогти проєкту, виправивши або дописавши її. |